# 矢野隆司
矢野 隆司（やの たかし、1960年8月29日 - ）は、日本の政治家。自由民主党所属の元衆議院議員（1期）。
大阪府大阪市生まれ。日本ペンクラブ、国際安全保障学会、日本近代文学会各会員。

## 略歴
関西学院大学法学部在学中に自主映画サークル「いちせ会」に参加。『ウルトラQ 29 闇が来る』などに出演した。1983年卒業、神戸新聞社に入社。警察庁広域重要指定114号 (グリコ・森永事件)、116号 (朝日新聞襲撃事件＝赤報隊事件）事件や西宮市、芦屋市など阪神間の行政を担当。約5年の記者活動を経て退社し、自身が創業家である大成機工に転職。その後、大阪府知事選挙で中川和雄の私設秘書等を経験のかたわら「いちせ会」代表だった一瀬隆重が社長を務める映画製作会社オズ取締役（作品に映画『リング』、『らせん』、『呪怨』等がある）や月刊『Water&Life』の副編集長を兼務した。1995年大成機工代表取締役専務となったが2003年同社取締役を退任し、副会長職に就き、吹田市総合計画審議会委員に就任した。
2005年8月下旬、自民党本部から衆議院議員選挙比例区での立候補を打診され、比例近畿ブロックの名簿43位で出馬。比例名簿は小選挙区との重複候補より下位で、今までこの順位で当選した候補はいなかったが、自民党の歴史的大勝により当選。政策秘書には国際安全保障学会理事の松村昌廣・桃山学院大学法学部教授があたった。在職中は法務委員会、決算行政監視委員会、厚生労働委員会、日本国憲法に関する調査特別委員会、国際テロリズムの防止及び我が国の協力支援活動並びにイラク人道復興支援活動等に関する特別委員会等に所属し、計24回質疑に立った。党務においては専門分野を生かし、自民党水の安全保障に関する特命委員会幹事や党新聞局次長などを歴任した。
2006年8月には日本とネパールの友好50周年を記念し小泉純一郎総理の親書を携えてネパール国を伊藤忠彦衆議院議員らと訪問、ギリジャー・プラサード・コイララ首相はじめ同国政府要人と懇談した。また2009年春の政界を揺るがせた西松建設事件ではいわゆる二階ルートの一端としてその関与が取り沙汰された。
なお国政報告誌に『コギト・エルゴ・スム』（不定期刊）があり、集英社インターナショナル社長・島地勝彦との対談を連載、最終号では歌手やしきたかじんとの鼎談を掲載した。現在、月刊『たる』(たる出版)にエッセイ「真夜中の交友交饗曲」を連載中。

## 人物・エピソード
- 当選直後のマスコミには「小泉旋風〝だめもと”候補を衆院へ　比例４３位　まさかの当選」（『神戸新聞』2005年9月14日付朝刊）、「４３番目　まさかの朗報　『びっくり仰天です』　比例・近畿　矢野さん実感なし」（『産経新聞』2005年9月12日付朝刊）、「名簿４３位、本人も〝人数合わせ”と思っていたという。」（『週刊ＳＰＡ！』2005年10月4日号）、「比例名簿４３位の〝たなぼた当選”」（『週刊文春』2005年10月6日号）などと報道された。

- 国会質疑では、国費３億1500万円を投じて九州国立博物館が収蔵した「麻布山水図」の購入経緯、正倉院御物の流出品ではないのかという来歴について文化庁次長に質したり（決算行政監視委員会第二分科会、2009年4月20日）、執行停止者の逃走問題や冤罪被害者の身分帳の取り扱いなどについて法務当局の見解を聞く（決算行政監視委員会第四分科会、2008年4月22日）など、関心を呼ぶ質疑内容がその都度インターネットで引用されるようになり、『朝日新聞』が「同じ受刑者に別刑務官も便宜　大阪刑務所」（2009年3月11日付夕刊）と法務委員会での質疑を報じたりした。

- また法科大学院の現行制度については一貫して批判的で2008年5月23日の法務委員会では定員数など問題点を厳しく指摘、河井克行法務副大臣は答弁で法曹人口の見直しに言及した。洞爺湖サミットを控えた「共謀罪」創設を巡る法案審議（2006年5月）では１年生議員ながら与党再修正案共同提出者として公明党の漆原良夫らと共に答弁席に座った。専門的知見を有する「水道」については持続的発展という視点から国会質疑を行っている[13][14][15]。

- 2008年9月17日、東アジア・ASEAN経済研究センター（ＥＲＩＡ）の開所式（インドネシア・ジャカルタ）ではスリン・ピッスワン事務総長、吉川貴盛経済産業副大臣、愛知和男元防衛庁長官と共にテープカットした。

- 小泉純一郎が引退を発表した際には「私こそ小泉旋風の申し子。さみしいし、小泉さんの影響力、人気をバックに（次の）総選挙を乗り切ろうとしていた多くの新人議員にとってショックなこと」（『読売新聞』2008年9月26日付朝刊）とコメントした。

- 2009年2月17日、中川昭一財務・金融大臣が辞意表明した際には「矢野隆司衆院議員（比例近畿ブロック）は17日午前、国会内の階段で中川氏とすれ違った際、『いろいろご迷惑をかけます』と話しかけられた。閣議後、病院に向かうところだったという。辞意表明を聞いたのは、その数時間後。『まさか辞めることになるなんて。麻生総理も続投を指示していたはず。ただただ驚いている』と話した。」と『朝日新聞』同日付夕刊が報じた。

- 議員在職中の2006年11月、韓国大統領選挙出馬前の李明博と都内で懇談。李は席上、ウリ党政権（当時）が米軍に対し返還を求めている戦時作戦統帥権について「政権を取れば保留にする、米軍は十分に必要」と語ったとされる[16]。

- 衆参両院が毎年公開する国会議員所得報告書によると、2006年分が8166万円（全国会議員中7位）、2007年分が8281万円（同5位）、2008年分が9100万円（同6位）で「本業は何？　『国会議員所得報告書』の唖然」（『週刊新潮』2008年7月17日号）等と揶揄されたが、本人は取材に対し「家業以外の会社などからの就任依頼は『しがらみになる』とすべて断っているという。企業・団体が政治家の名前を利用して業務を拡大させれば『公平性に欠ける』との立場だ」（『日本経済新聞』2009年6月30日付朝刊）と応じた。

- 2009年7月13日の「海賊行為への対処並びに国際テロリズムの防止及び我が国の協力支援活動等に関する特別委員会」（第一委員室）で、貨物検査の対象物品リストを作成する国連安保理制裁委員会への日本政府からのアプローチの現状等について中曽根弘文外相に質問したが、同日夕に野党が内閣不信任決議案を衆議院に提出したため以降、国会は空転。結果として与党１年生議員の在任期間中の最後の質問者となった。

- 議員在職中、新聞・雑誌などに随筆・エッセイなど多数発表[17][18]、母校の関西学院高等部学友会発行『マスタリー』第27号（2008年）では宮内義彦（オリックス会長）、堀主知ロバート（サイバードホールディングス社長）と共にインタビュー掲載された。

- 国政報告誌の番外編では、第10回参議院議員選挙でそれまでに類を見ない大量の選挙違反検挙者を出した糸山英太郎議員の選挙責任者の一人だった元大阪日日新聞専務取締役近松誉文（『大阪墓碑人物事典』編者）と鼎談した。

- 議員退職後は『中外日報』紙に評論連載[19]など文筆活動を復活させ、2010年からは大阪キワニスクラブ事務局長も兼任。その後、関西経済連合会評議員などを経て2013年、国際キワニス日本地区副ガバナー、大阪キワニスクラブ会長に就任。現在、衆議院前議員会会員、日本ペンクラブ会員、大成機工取締役会長、大成機工インターナショナル代表取締役。紺綬褒章（2011年）。

- 兵庫県西宮市にあった旧芝川又右衛門邸の博物館明治村移築に尽力、移築完成披露式ではテープカットした[20][21]。

- 作家今東光の研究者としても知られ[22]岩手県浄法寺町が計画した「今東光・瀬戸内寂聴両師記念館」（仮称）世話人のほか、八尾市教育委員会主宰の「やお市民大学講座」や関西学院主催の「関西学院学院史月例研究会」などで講演。2010年、今東光文学研究会を共同主宰し研究誌『慧相』を発行、詳細な年譜を連載した[23]。主な発表論文に「今東光　その生涯と関西学院」[24]、「今東光研究補遺」[25]、「今東光　見えざるものへの畏敬」[26]などがあり、先行研究として引用されることも多い[27][28][29]。また今東光夫人の逝去では『週刊新潮』[30]にコメントを寄せた。なお文芸評論家の小谷野敦は「東光の伝記は、元代議士の矢野隆司氏と漢幸雄氏が準備中のはずであり」と2013年時点で書いたが伝記出版は確認されていない[31]。

- ブルゴーニュ・ワインの騎士団（シュヴァリエ・ド・タストヴァン）、ボルドー葡萄酒大評議会（コマンドリー・ド・ボルドー）、シャンパーニュ騎士団、およびジュラード騎士団、ボンタン騎士団（いずれもボルドー）、ラ・シェーヌ・デ・ロティスール協会オフィシエ章の各称号を持つ[32][33][34][35]。

## 親族
- 曾祖父：山田信進[36]：小浜藩士大谷正徳９男、山田信光養子。敦賀郡会議員を経て1889年松原村（現敦賀市）初代村長。編著に『小学珠算書』（四車堂、1881年）がある。また第二十五国立銀行の後身である二十五銀行設立に協力した。実兄の大谷喜久蔵[37]は男爵、従二位勲一等功一級、陸軍大将、教育総監、酒井伯爵家家政顧問
- 祖父：矢野信吉[38][39][40]：山田信進五男、矢野宗四郎養子。大成機工株式会社創業者、日本水道協会理事。黄綬褒章(1974年)
- 大伯父：山田麒太郎[41]：山田信進長男。福島高等商業学校教授、正岡子規門弟。号、三子。『蕪村俳句全集』（内外出版協会、1902年）編者。義弟に軍神とされた海軍大尉佐久間勉がいる